# 3 Księga Henocha
3 Księga Henocha, Księga Henocha hebrajska (3 Hen) – apokryf starotestamentowy powstały i zachowany w języku hebrajskim. Znany także jako Księga pałaców, Księga rabbiego Iszmaela i Wyniesienie Metatrona.

## Powstanie
Ostateczna redakcja księgi nastąpiła w V lub VI wieku. Dzieło jest owocem tradycji, która narastała od czasów Machabeuszy. Najstarsze fragmenty księgi to rozdziały 3–15, opowiadające o wywyższeniu Henocha (Metatrona). Rzekomym autorem apokryfu miał być Iszmael, palestyński uczony zmarły przed powstaniem Bar-Kochby.

## Treść
Księga Henocha hebrajska opowiada o widzeniu, którego doświadczył rabbi Iszmael. Opisane jest między innymi przeniesienie Iszmaela do niebios (pałaców). W ostatnim pałacu rabbi ujrzał tron Boga. Bóg jest zupełnie różny od swojego stworzenia i dla niego niedostępny: mieszka w miejscu najbardziej oddalonym od człowieka, strzeżonym przez aniołów. Iszmael spotkał się także z Henochem, który po wzięciu do nieba wyzbywszy się ciała przyjął postać anioła, zmienił imię na Metatron i został wyniesiony ponad wszystkich innych aniołów, otrzymując tytuł Mały JHWH. Metatron wyjawił także Iszmaelowi organizację nieba, w którym znajduje się akademia i sąd, którego jest przewodniczącym. Iszmael posiadł także wiedzę na temat hierarchii aniołów, niebiańskiej liturgii oraz kosmicznych liter, przez które stworzono świat.
Hugo Odeberg proponował podział księgi na dziesięć części:
1. Wstęp (1–2).
2. Część Henocha-Metatrona (3–16).
3. Część angelologiczna (17–22; 25–28,6).
4. Część sądowa (28,7–33,2).
5. Niebiański Kedusza (35–36; 38–40).
6. Fizyczne cechy nieba (23–24; 33,3nn; 34; 37; 22B; 22C);
7. Widzenie Iszmaela dotyczące cudów niebiańskich:
  1. kosmiczne litery (41);
  2. żywioły niebiańskie utrzymywane przez Imię Boże (42);
  3. zasłona Miejsca, na której są wyryte wszystkie czyny przeszłe i przyszłe (45);
  4. gwiazdy i planety (46);
  5. dusze nienarodzonych, zmarłych i dusze ukaranych aniołów (43–44; 47);
  6. opisy apokaliptyczne (44,7–10; 45,5; 48A).
8. Boskie Imiona (48B).
9. Krótszy opis wyniesienia Metatrona (48C).
10. Imiona Metatrona, przekazanie tajemnic Mojżeszowi, protesty aniołów (48D)[4].

Tekst zawiera nieliczne zapożyczenia z łaciny (familia, 12,5) i języka greckiego (γλωσσόκομον, 27,2).

## Znaczenie
Księga należy do nurtu stojącego w opozycji do antyhenochiańskiego judaizmu rabinicznego. Jest również jednym z najistotniejszych tekstów nurtu mistyki merkaby, która wywodziła się od interpretacji wizji tronu Bożego u Izajasza i Ezechiela. Nurt ten, nazywany także gnostycyzmem żydowskim, był rozwinięty w pełni w II wieku.

## Odniesienia w Nowym Testamencie
Ryszard Rubinkiewicz zauważył, że herezja, o której wspomniał Paweł w Liście do Kolosan, mogła mieć związek z Księgą Henocha hebrajską, jako że herezja ta przesadnie podkreślała rolę aniołów. Z drugiej strony zdaniem Rubinkiewicza opis Bożego tronu zawarty w Apokalipsie Jana (Ap 4) jest podobny do opisu Bożego tronu w 3 Księdze Henocha przez fakt łączenia opisów z Księgi Ezechiela (Ez 1), Księgi Daniela (Dn 7) i Księgi Izajasza (Iz 6). Rubinkiewicz zauważył także podobieństwo hymnów pochwalnych Apokalipsy i Księgi Henocha hebrajskiej.